# Grgur XVI.
Grgur XVI. lat. Gregorius PP. XVI. (Belluno, 18. rujna 1765. – Rim, 1. lipnja 1846.), rođen kao Bartolomeo Alberto Cappellari, 254. poglavar Katoličke Crkve, papa od 2. veljače 1831. do smrti 1846. 
Uzeo je ime Mauro po ulasku u kamaldolijanski red. Bio je glavni vikar kamaldolijanskog reda od 1814. do 1826. godine.

## Raniji život
Bartolomeo Alberto rodio se 18. rujna 1765. u Bellunu, u biskupiji Belluno i Feltre, u pokrajini Veneto. Njegov otac, Giovanni Battista, i majka, Giulia Cesa-Pagani, pripadali su nižem plemstvu, čije su obitelji generacijama bile na istaknutim državnim položajima. Unatoč protivljenju svojih roditelja, s osamnaest godina, Bartolomeo ulazi u samostan San Michele di Murano (kod Venecije) u red sv. Benedikta Camaldolesea i uzima si redovničko ime Mauro. U samostanu dolazi do izražaja njegova neobična intelektualna nadarenost. Godine 1787. Mauro je zaređen za svećenika i posvećuje se studiranju filozofije. Od 1790. godine obavlja poslove knjižnog cenzora za svoj Red i ured Svete Stolice u Veneciji. Pet godina kasnije odlazi u Rim u samostan San Gregorio al Monte Celio. Kraj 18. stoljeća nije bio ni malo optimističan za Papinsku Državu i papinstvo. Francuska vojska 11. veljače 1798. godine zauzima Rim i četiri dana kasnije proglašava Rimsku Republiku. Papa Pio VI. je odveden u zarobljeništvo, gdje je i umro, u Valenci 1799. godine. Dok je Papa bio u francuskom zatvoru, Mauro objavljuje studiju: „Pobjeda Svete Stolice i Crkve nad navalama novih ideja“, u kojoj brani nepogrješivost pape i svjetovni suverenitet Svete Stolice. Godine 1800. kardinal Luigi Barnaba Chiaramonti izabran je u Veneciji za papu kao Pio VII. i dolazi u Rim, te postavlja Maura za predstojnika samostana San Gregorio al Monte Celio. Kada je car Napoleon I. dao uhititi papu Pija VII. 1807. godine, Mauro napušta Rim i odlazi u Milano i Padovu, gdje predaje filozofiju. U Rim se ponovno vraća 1814. godine i obavlja poslove savjetnika u nekoliko kongregacija pri Svetoj Stolici. Godine 1823. izabran je za glavnog vikara svoga reda. Usko surađuje s papom Lavom XII. koji ga 1825. godine imenuje cardinalem in pectore (kardinal u srcu). Godinu dana kasnije na javnom konzistoriju objavljeno je njegovo imenovanje, a iste godine papa Lav XII. postavlja ga za prefekta Kongregacije propagande vjere. Lav XII. umire 10. veljače 1829. godine, a kardinali za papu izabiru teško bolesnog, gotovo paraliziranog, kardinala Francesca Castiglionija, koji se nazvao Pio VIII. Kardinal Cappellari nastavlja suradnju s novim papom, ali Papa ubrzo umire 30. studenog 1830. godine. 

## Izbor za papu
Dva tjedna kasnije 14. prosinca započela je konklava koja je potrajala pedeset dana. Četrdeset pet od pedeset četiri kardinala vodila su teške pregovore za nasljednika pape Pija VIII. Kada se činilo da glasovi idu prema kardinalu Giacomu Giustinianiju, nadbiskupu-biskupu Imole, kardinal Juan Francisco Marco y Catalan uložio je veto na njegov izbor, po naredbi španjolskog kralja Ferdinanda VII. Nakon mnogih usuglašavanja i uvjeravanja, na blagdan Svijećnice 2. veljače 1831. godine, nakon osamdeset trećeg kruga glasovanja i s 32 glasa, kardinal Bartolomeo Alberto Cappellari izabran je za papu. Zanimljiva je činjenica da kardinal Cappellari isprva nije želio prihvatiti kandidaturu za papu, ali je nakon mnogih uvjeravanja svoga dugogodišnjeg prijatelja, još iz redovničkih dana u samostanu San Michele di Murano, kardinala Giacinta Placida Zurlae, vikara grada Rima, prihvatio je svoj izbor. Odabrao si je ime Grgur XVI. u čast na papu Grgura XV., osnivača Propagande. Budući da je bio redovnik, novi papa je 6. veljače prvo posvećen za biskupa, a potom okrunjen za papu. Za razliku od svojih prethodnika, koji su stolovali u Kvirinalskoj palači, Grgur XVI. je za svoju rezidenciju odabrao Apostolsku palaču u Vatikanu.

## Pontifikat
Novi papa je slovio kao uzoran redovnik, vrlo ponizan, vrijedan radnik i čovjek dobrog zdravlja, koji se grozio nereda u svakodnevnom životu kao i u politici. Njegov pontifikat započeo je u vrijeme intenzivnih nemira u Papinskoj Državi protiv papine vlasti. U Bologni je proglašena Republika, a papini predstavnici su zatvoreni. Val nezadovoljstva proširio se na Parmu, Anconu, Rieti, te stigao pred vrata samog Rima. Budući da Papa nije raspolagao silom koja bi uspostavila red u državi, državni tajnik, kardinal Bernetti, zatražio je vojnu pomoć od susjedne Austrije. Uslijedila je krvava intervencija, u kojoj su Austrijanci smaknuli veliki broj ljudi koji su bili ili za koje su sumnjali da imaju veze s liberalizmom i revolucionarnim idejama. Iako Papa u tim događajima nije imao nikakva udjela, ti događaji će obilježiti njegov pontifikat, a njegovom nasljedniku donijeti velike probleme. U sljedećim godinama, zbog čestih pobuna u cijeloj državi, Papa je bio prisiljen na velike izdatke koji su odlazili za plaćanje vojnih postrojbi, kako bi održao kakav takav mir u državi. Nesklon prema novim idejama, papa Grgur XVI. 15. kolovoza 1832. godine izdaje encikliku "Mirari vos", kojom osuđuje racionalizam, galikanizam i moderni liberalizam, za kojeg je bio uvjeren da je nastao od indiferentizma. Protivi se slobodi tiska i nastojanju da se Crkva odvoji od Države. Enciklika je izazvala pravu buru negodovanja diljem Europe, a posebno u Francuskoj, gdje Félicité Robert de Lamennais izdaje "Paroles d'un croyant", u kojem s puno žući i bijesa piše protiv uspostavljenog društvenog i socijalnog poretka, te otkriva, kako on kaže, urotu kraljeva i svećenstva protiv ljudi. Zbog takve reakcije, Grgur XVI., dvije godine kasnije 15. srpnja 1834. godine, izdaje novu encikliku "Singulari Nos", u kojoj osuđuje stavove iznesene u  "Paroles d'un croyant". U godinama koje su slijedile Papa je imao određena neslaganja s nekim Europskim državama, u prvom redu sa Španjolskom i Portugalom, s kojima je došlo i do prekida diplomatskih odnosa, zbog antiklerikalnih zakona vlada Marije Kristine i Marije Glorije. Do neslaganja je došlo i s Pruskom zbog pitanja mješovitih brakova, ali s dolaskom kralja Fridrika Vilima IV. na prijestolje 1840. godine, postiže se kompromis i Crkvi se daju veće slobode. Istodobno, Papa prosvjeduje, s djelomičnim uspjehom, kod ruskog cara Nikole I. zbog progona katolika. Politički problemi nisu spriječili Grgura XVI. da s velikom predanošću upravlja Crkvom. Za vrijeme njegovog pontifikata započinje procvat misionarstva. Imenuje preko dvije stotine misionara biskupa po Americi, Africi, Indiji i Oceaniji. U Apostolskom pismu "In supremo" 1839. godine, osuđuje ropstvo kao suprotno i nedostojno kršćanstva. Za vrije svoga pontifikata papa Grgur XVI. kanonizirao je pet svetaca, beatificirao trideset tri blaženika, te osnovao i podupirao mnoge crkvene redove. S namjerom da se približi ljudima, u kolovozu 1841. godine odlazi na putovanje po provincijama, kroz Umbriju do Loreta, Ancone i Fabriana, kako bi posjetio relikvije Sv. Romualda, osnivača reda Camaldolesea. Vratio se preko Asiza, Viterba i Orvieta početkom listopada iste godine. Papa je poticao arheološka istraživanja na Forumu i u katakombama, a kao zaljubljenik umjetnosti, osniva etruščanski i egipatski odsjek Vatikanskog muzeja. Njemu zahvaljujemo i obnovu Bazilike sv. Pavla izvan Zidina nakon požara 1823. godine.

## Papina smrt
Teško bolestan od karcinoma na nosu, zbog kojeg je trpio velike bolove, Papa je nekoliko dana prije smrti rekao svojim suradnicima: „Želim umrijeti kao redovnik, a ne kao vladar“. Papa Grgur XVI. umro je u zoru 1. lipnja 1846. godine u 81. godini života i 16. godini pontifikata. U privatnom kao i u javnom životu, papa Grgur XVI. ostao je upamćen po svojoj plemenitosti, dobroti, jednostavnosti i iznimnoj druželjubivosti. Za njega se, možda, ne može reći da je bio veliki papa, ali po njegovoj pobožnosti, darežljivosti i djelima, Rim i cijela Crkva su imali mnogo koristi. Plemenita srca, ali tvrd prema liberalizmu i novim idejama, papa Grgur XVI. je svojim nasljednicima ostavio teško nasljeđe. Sahranjen je u veličanstvenoj grobnici u Bazilici sv. Petra.